# Englundův gambit
Englundův gambit (ECO A40) je nepravidelné šachové zahájení zavřených her. Charakterizují ho tahy
1. d4 e5
Zahájení se na mezinárodní úrovni nevyskytuje, je ale možné se s ním setkat v bleskových partiích, kde slouží jako překvapení. Černý obětovává pěšce a dále se buď snaží ho získat zpět nebo hraje gambitově se snahou otevřít sloupce. Bílý ale při správné hře udrží převahu.

## Historie
Gambit uvedl do praxe švédský mistr F. C. Englund (1871-1933). Později se rozboru tohoto zahájení věnoval H. Grob.

## Varianty
1. d4 e5 2. dxe5
- 2... d5 3. Jf3 a černý nemá za pěšce kompenzaci
- 2... De7 3. Jf3 Jc6 - 2... Jc6
- 2... d6 3. Jf3 Jc6 - 2... Jc6
- 2... f6 3. Jf3 Jc6 - 2... Jc6
- 2... Jc6 3. Jf3
  - 3... De7 4. Sf4!? Db4+ 5. Sd2 Dxb2 6. Jc3 takto získal v roce 1933 v simultánce Alexandr Aljechin jako bílý vzhledem k zatoulané černé dámě velkou převahu[2]
  - 3... Jge7 4. Jc3 s převahou bílého
  - 3... d6 4. Sf4 a černý tu nemá za pěšce kompenzaci
  - 3... f6 4. Sf4!? černý nyní může pěšce získat zpět po 4... g5 5. Sg3 g4 6. Jd4 Jxe5 ale jeho královské křídlo je příliš oslabené 7. h3!? gxh3 8. e3! s velkou převahou bílého